# 100e bataillon de marche d'infanterie coloniale
Pour les articles homonymes, voir 100e bataillon.
Le 100e bataillon de marche d'infanterie coloniale (100e BMIC) est une unité militaire des troupes coloniales françaises, servant en Extrême-Orient dans les années 1920-1930.

## Historique
Par décret du 24 avril 1927, le 100e BMIC est créé à Marseille avec des détachements des différentes régiments d'infanterie coloniale de France, afin de venir renforcer le corps d'occupation de Chine menacées par le déclenchement de la Guerre civile chinoise. Il arrive le 16 juin à Tianjin (alors appelée Tien-Tsin),.
Il repart pour le Tonkin en décembre 1928 et arrive à Quảng Yên le 21 décembre 1928. Il y tient garnison jusqu'en août 1931, date où il fusionne dans le 10e régiment mixte d'infanterie coloniale,.